# Sela pri Sobračah
Sela pri Sobračah – wieś w Słowenii, w gminie Ivančna Gorica. W 2018 roku liczyła 64 mieszkańców.